# NGC 6930
NGC 6930 é uma galáxia espiral barrada (SBab) localizada na direcção da constelação de Delphinus. Possui uma declinação de +09° 52' 26" e uma ascensão recta de 20 horas, 32 minutos e 58,8 segundos.
A galáxia NGC 6930 foi descoberta em 15 de Agosto de 1863 por Albert Marth.